# 藤田弓子
藤田 弓子（ふじた ゆみこ、1945年〈昭和20年〉9月12日 - ）は日本の女優、声優。エム・ケイ・ツー所属。東京都目黒区自由が丘生まれ。

## 来歴・人物
父方の祖父は不二サッシの創業者。小学5年からラジオ東京『赤胴鈴之助』に3年間出演。東京都立城南高等学校卒業後、文学座に入る。1967年に『カンガルー』で初舞台。1968年の『あしたこそ』でヒロインを演じ、人気を得る。1973年7月から1975年3月まで、フジテレビ系の人気番組『小川宏ショー』のサブ司会者を務め、朝の顔となる。1979年には、NHK朝の連続テレビ小説「マー姉ちゃん」で主人公の母、磯野はるを演じ、一家の大黒柱として明るく逞しく三姉妹を育てる母親像が、多くの共感を得た。1985年、『さびしんぼう』での尾美としのりの母親役の演技で第59回キネマ旬報ベスト・テン助演女優賞を受賞。
1984年に放送作家の河野洋と結婚。現在は静岡県伊豆の国市で、自然に囲まれた環境での暮らしを楽しむと共に、当地の劇団「いず夢」を主宰している。またNHK総合の『連想ゲーム』では、番組末期の1988年4月から1991年3月の最終回まで3年間、女性陣チームの6代目紅組キャプテンを務めた。女優業の傍ら、日本テレビ系列の『遠くへ行きたい』などで、旅番組の案内役としても度々出演している。ほかテレビ、舞台、講演でも活躍中。2013年、社団法人日本喜劇人協会副会長に就任。

## 出演

### 映画
＊太字はキネマ旬報ベストテンにランクインした作品
- ひとりっ子（1969年）
- 君が若者なら（1970年）
- 喧嘩屋一代 どでかい奴（1970年）
- この青春（1971年）
- 軍旗はためく下に（1972年）
- さえてるやつら（1973年）
- 妹（1974年）
- 樺太1945年夏 氷雪の門（1974年）
- 花の高2トリオ 初恋時代（1975年）
- 新幹線大爆破（1975年、東映） - 秋山医師 役
- お母さんのつうしんぼ（1980年）
- 泥の河（1981年）
- 遠雷（1981年）
- 水のないプール（1982年）
- キッドナップ・ブルース（1982年）
- 時代屋の女房（1983年）
- アイコ十六歳 1983年）
- こんにちわハーネス（1983年）
- さびしんぼう（1985年）
- ボクちゃんの戦場（1985年）
- 瀬降り物語（1985年）
- ペンギンズ・メモリー 幸福物語（1985年） - 声の出演
- 時代屋の女房2（1985年）
- きみが輝くとき（1985年）
- 姉妹坂（1985年）
- Apartment Fantasy めぞん一刻（1986年） - 一の瀬花枝 役
- ほんの5g（1988年） - 柳さん 役
- マイフェニックス（1989年）
- ふたり（1991年）
- 戦争と青春（1991年）
- 寝盗られ宗介（1992年）
- 東方見聞録 (映画)（1992年） - 時姫の母 役
- 人間交差点（ヒューマンスクランブル）雨（1993年） - 神林院長 役
- 林檎のうさぎ（1997年）
- 私たちが好きだったこと（1997年）
- アカシアの道（2000年）
- ラブレター（2003年、人権・同和教育映画/東映） - 内田恵子 役
- ドラッグストア・ガール（2004年）
- 日本の自転車泥棒（2006年）
- 監督・ばんざい!（2007年）
- 魂萌え!（2007年）
- ふるさとをください（2007年）
- 歓喜の歌（2008年） - 大田登紀子 役
- 幼獣マメシバ（2009年6月） - 芝鞠子 役
  - マメシバ一郎（2012年2月）
  - マメシバ一郎 フーテンの芝二郎（2013年2月）
  - 幼獣マメシバ 望郷篇（2014年9月）
- ウルトラミラクルラブストーリー（2009年）
- わたし出すわ（2009年）
- SPACE BATTLESHIP ヤマト（2010年） - 斉藤始の母 役
- EDEN（2012年）
- 樹海のふたり（2013年） - 供養する農婦 役
- トワイライト ささらさや（2014年、ワーナー・ブラザース映画） - 珠子 役
- ライアの祈り（2015年） - 大森静子 役
- オケ老人!（2016年） - 花田昌江 役
- 羊と蜜柑と日曜日（2021年3月26日） - 主演・藤木玉枝 役
- 老後の資金がありません!（2021年10月30日） - 波子 役
- ロストケア（2023年）[4]
- 釜石ラーメン物語（2023年）[5]
- Good Dreams（2024年公開予定）[6]

### テレビドラマ
- まぼろし探偵（1959年 - 1960年、TBS） - 給仕みち子 役 ※映像が現存し、DVDも発売されている
- 柴笛太郎捕物日記（1959年、NET）
- ザ・ガードマン（TBS / 大映テレビ室）
  - 第69話「宝島は太陽の下に」（1966年）
  - 第134話「影なき殺人命令」（1967年）
- 海を見た（1967年1月26日、NHK総合） - 千代 役
- 泣いてたまるか「先生仲人をする」（1967年6月4日、TBS）
- マイ・ポンコツ車（1967年8月31日、NHK総合）
- 連続テレビ小説（NHK総合）
  - あしたこそ（1968年4月 - 1969年4月） - ヒロインの香原摂子 役
  - マー姉ちゃん（1979年） - 磯野はる 役
  - よーいドン（1982年）
  - 都の風（1986年 - 1987年） - ナレーション
  - 春よ、来い (テレビドラマ)（1994年 - 1995年） - 豊田りき 役
- おーい幸福!（1969年7月 - 9月、日本テレビ） - 住吉ハルカ 役
- 若い恋人たち（1969年10月 - 1970年1月、フジテレビ）
- 彦左と一心太助 第46話（1970年、TBS）
- 大坂城の女（1970年1月 - 9月、関西テレビ、東映） - 千里 役
- 柳生十兵衛 第1話（1970年 - 1971年、フジテレビ / 東映） - りえ 役
- ささら、もさら（1970年10月 - 11月、広島テレビ）
- 恋愛術入門 第7話「見合い写真をどうぞ」（1970年11月29日、TBS / 国際放映） - 大岡悦子 役
- ナショナルゴールデン劇場「レインボーシリーズ2 幸福の素顔」（1971年4月15日、NET）
- 水戸黄門 第2部 第31話「家宝奪還作戦-柳河-」（1971年4月26日、TBS） - 佳恵 役
- 怪奇十三夜 第2回「番町皿屋敷」（1971年7月11日、日本テレビ / ユニオン映画） - お菊 役
- 人形佐七捕物帳 第15話「血染めの似顔絵」（1971年7月17日、NET） - お京 役
- 鬼平犯科帳 第2シリーズ 第2話「猫じゃらしの女」（1971年10月14日、NET） - およね 役
- 偽れる妻（1971年、フジテレビ）
- 大江戸捜査網 第85話「母の愛に泣いた男」（1972年、12ch、日活）
- 銭形平次 （フジテレビ / 東映）
  - 第306話「隅田さわぎ」（1972年） - お道 役
  - 第363話「噂」（1973年） - お津恵 役
- 鉄道100年 大いなる旅路（1972年、NTV）
- 忍法かげろう斬り 第10話「男が死ぬとき」（1972年、関西テレビ / 東映） - 扇 役
- ママは花嫁（1972年4月、関西テレビ）
- 怪談 第4回「雨の古沼」（1972年8月、毎日放送）
- 世なおし奉行 第19話「黒い街道」（1972年8月10日、NET） - お加代 役
- 特別機動捜査隊 （NET / 東映）
  - 第576話「悪夢」（1972年）
  - 第583話「初笑いトバッチリ三船班」（1973年） - 島夫人 役
- 長谷川伸シリーズ（NET）
  - 「江戸の巾着切」（1972年11月22日）
  - 「六車の額太郎」（1973年4月25日）
- グランド劇場「縁談シリーズ 父と子と」（1972年12月2日、日本テレビ）
- 地獄の辰捕物控 第21話「竜神河岸に一人立つ」（1973年2月22日、NET） - お秀 役
- 必殺仕置人 第5話「仏の首にナワかけろ」（1973年、朝日放送） - お春 役
- 出雲の阿国 （1973年、NET）
- 新選組 第6話「三条大橋に黒い人影」（1973年、フジテレビ） - とよ 役
- 夜明けの刑事　（TBS / 大映テレビ）
  - 第25話「蒸発したマイホームパパ」(1975年)
  - 第83話「山口さんちのツトム君誘拐事件」(1976年)　- 山口ゆみ 役
- 江戸の旋風II 第40話「惚れ直したよ、年の暮」（1976年12月30日、フジテレビ） - おせん 役
- 剣客商売 第14話「三冬の女ごころ」（1973年、フジテレビ / 東宝 / 俳優座） - おてる 役
- 三日月情話（1976年、東海テレビ制作、フジテレビ系列） - 主演・神崎克子 役
- 風と雲と虹と（1976年、NHK総合 大河ドラマ） - 子春丸の女 役
- 冬の運動会（1977年、TBS） - 江口加代 役
- 青春ド真中! 第13話「ソー・ロング、シー・ユー・アゲイン、グッバイ」（1978年9月24日、日本テレビ） - 佐藤先生 役
- 三男三女婿一匹III（1979年 - 1980年、TBS） - 馬場さかえ婦長 役
- 幸福（1980年、TBS） - 多江 役
- 青い絶唱（1980年 - 1981年、TBS） - 沢田依子 役
- 熱中時代 教師編第2シリーズ 第28話「熱中先生と三千万円の宝くじ」（1981年、日本テレビ） - 高梨千栄子 役
- 銀河テレビ小説（NHK総合）
  - 優しさごっこ（1980年） - 友希子 役
  - 青春戯画集（1981年） - 三好はる 役
  - 日の出食堂の青春（1982年） - 菊 役
- 土曜ドラマ（NHK総合）
  - 君はまだ歌っているか（1981年） - 今井敏子 役
- ロウソクが消えない ママ、わたし話したいの（1982年、テレビ朝日）
- 刑事ヨロシク（1982年、TBS） - 原則子 役
- 家族づくり（1983年、TBS）
- 風にむかってマイウェイ（1984年、TBS） - 大井先生 役
- 母と呼ばれて（1984年、東海テレビ制作昼ドラマ） - 門脇夫人 役
- 土曜ワイド劇場（テレビ朝日）
  - 西村京太郎トラベルミステリー(5) 東北新幹線殺人事件（1984年、東映）
  - 温泉(秘)大作戦(13)（2014年3月29日、朝日放送） - 滝沢京香 役
- 安寿子の靴（1984年10月13日、NHK総合） - みつこ 役
- 大江戸神仙伝（1985年、日本テレビ） -  多恵 役
- お箸とスプーン（1986年、NHK総合 ファミリードラマ） - 主人公
- 木曜ドラマストリート「あいつと私」（1986年、フジテレビ）
- ドラマ女の手記（テレビ東京）
  - 「温泉仲居物語2」（1987年）
  - 「子宝母ちゃん激闘記」（1987年）
- 秋のシナリオ（1987年、日本テレビ）
- 明日-1945年8月8日・長崎（1988年8月9日、日本テレビ） - 堂崎ハル 役
- 世にも奇妙な物語 「顔色」（1992年） - 白石八重子の母 役
- いのちを訪ねて（1992年、毎日放送）
- ドラマ新銀河（NHK総合）
  - くろしおの恋人たち（1994年） - 海野光子 役
- カミング・ホーム（1994年、TBS） - 城田敦子 役
- 新・赤かぶ検事奮戦記（1994年 - 、朝日放送） - 柊春子 役
- ひとつ屋根の下2（1997年、フジテレビ） - 早川百合江 役
- 剣客商売 ※藤田まこと版 第1シリーズ 第6話「深川十万坪」（1998年、フジテレビ / 松竹） - おせき 役
- 聖者の行進（1998年、TBS） - 町田基子 役
- 金曜エンタテイメント
  - 「宝石調査員 九条薫 備前～倉敷・サファイア連続殺人事件」（2000年、フジテレビ） - 白川桐子 役
- 菜の花の沖（2000年） - 播州はん 役
- 火曜サスペンス劇場「取調室シリーズ」（2001年 - 2003年、日本テレビ） - 水木加代子 役
- 昔の男（2001年、TBS） - 原加代 役
- 東京庭付き一戸建て（2002年、日本テレビ） - 溜山節子 役
- 女と愛とミステリー 「警視正・日丸教授の事件ノート1」（2003年9月、テレビ東京） - 槙アヤメ 役
- 冬のひまわり（2004年、日本テレビ）
- アットホーム・ダッド（2004年、関西テレビ制作、フジテレビ） - 麻生光江 役
- うつへの復讐 〜絶望からの復活〜（2004年、日本テレビ） - 年配の女医 役
- 火曜サスペンス劇場
  - 「街の医者・神山治郎9」（2005年） - 山下千加子
- 水曜ミステリー9（テレビ東京）
  - 「監察医・篠宮葉月 死体は語るシリーズ」（2001年 - 2014年） - 及川典子 役
  - 「神楽坂署生活安全課」第4作「ご近所トラブル殺人事件」（2008年） - 所沢妙子 役
  - 「みちのく麺食い記者 宮沢賢一郎3」（2014年7月30日） - 高瀬貴美子 役
- 月曜ゴールデン（TBS）
  - 「税務調査官・窓際太郎の事件簿17」（2008年9月8日） - 池端雪江 役
  - 「笑顔〜15年目の嘘〜」（2009年12月7日） - 森本静子 役
  - 「万引きGメン・二階堂雪20」（2011年5月23日） - 片桐玉子 役
  - 「世直し公務員ザ・公証人10」（2012年2月27日） - 曾根崎和子 役
- 幼獣マメシバ（2009年1月 - 3月、JAITS） - 芝毬子 役
  - マメシバ一郎（2011年10月 - 12月、東名阪ネット6他）
  - マメシバ一郎 フーテンの芝二郎（2012年10月 - 12月）
  - 幼獣マメシバ 望郷篇（2014年7月 - 9月）
- アイシテル〜海容〜（2009年、日本テレビ） - 森田敏江 役
- 命のバトン〜最高の人生の終わり方（2009年6月24-25日、テレビ東京） - 川田広江 役
- ドラマ10・八日目の蝉（2010年4月、NHK総合） - 長谷川ナオミ 役
- 明日の光をつかめ（2010年7月 - 9月、THK） - 新田昌子 役
- 科捜研の女 （テレビ朝日）
  - Season 10 第2話（2010年7月22日） - 福元政子 役
  - Season 19 第32話（2020年2月27日） - 三枝佳乃 役
- 検事・鬼島平八郎 第2話（2010年10月29日、朝日放送） - 佐藤和江 役
- 最上の命医 第1話（2011年1月10日、テレビ東京） - 飛行機の乗客・小春 役
- 土曜時代劇 隠密八百八町 第5、6話（2011年2月5、12日、NHK総合） - 笹山 役
- 京都地検の女 第7シリーズ 第3話（2011年8月4日、テレビ朝日） - 井川正代 役
- 相棒 Season11 第11話 元日スペシャル「アリス」（2013年1月1日、テレビ朝日） - 宮島加代 役
- 最も遠い銀河（2013年） - 柴田春子 役
- 配達されたい私たち 第1話（2013年5月12日、WOWOW） - 桜庭多見子 役
- HTBスペシャルドラマ 「別に普通の恋」（2013年12月14日、北海道テレビ） - 敏子 役
- 三匹のおっさん〜正義の味方、見参!!〜（2014年1月 - 3月、テレビ東京） - 立花登美子 役
  - 三匹のおっさん2〜正義の味方、ふたたび!!〜（2015年4月 - 6月）
  - 三匹のおっさん スペシャル〜正義の味方、史上最大、最後の戦い！…かも？〜（新春ドラマ特別企画）（2018年1月2日）
- Dr.DMAT 第10話（2014年3月13日、TBS） - 荒川菊枝 役
- 花嫁のれん 第4シリーズ（2015年1 - 3月、東海テレビ） - 片瀬フミ 役
- 問題のあるレストラン 第8話（2015年3月5日、フジテレビ） - 藤村静子 役
- 土曜オリジナルドラマ 連続ドラマW「闇の伴走者」（2015年4月11日 - 5月9日、WOWOW） - 水野和江 役
- プレミアムドラマ「ボクの妻と結婚してください。」（2015年5月 - 6月、NHK BSプレミアム） - うどん屋・歌子 役
- 明日もきっと、おいしいご飯銀のスプーン〜（2015年6月1日 - 7月31日、東海テレビ） - 小川絹江 役
- ドラマスペシャル「名探偵キャサリン」（2015年9月5日、テレビ朝日） - 東郷悠子 役
- 結婚式の前日に（2015年10月 - 12月、TBS） - 北野聡美 役
- 藤沢周平 新ドラマシリーズ 冬の日（2015年12月6日、時代劇専門チャンネル） - おせつ 役
- 警視庁ゼロ係〜生活安全課なんでも相談室〜 第1話（2016年1月15日、テレビ東京） - 沢田邦枝 役
- マネーの天使〜あなたのお金、取り戻します!〜 第5話（2016年2月4日、読売テレビ） - 柿沼サダ 役
- お迎えデス。 第5話（2016年5月21日、日本テレビ） - 加藤嘉子 役
- グ・ラ・メ!〜総理の料理番〜 第6話（2016年8月26日、テレビ朝日） - 吉田昭子 役
- 連続ドラマW「北斗 -ある殺人者の回心-」（2017年、WOWOW） - 大杉聡子 役
- 孤独のグルメ Season7 第11話 （2018年6月23日、テレビ東京） - 大女将 役
- 日曜プライム 「嫉妬」（2020年8月16日、テレビ朝日） - 野口時江 役[7]
- 記憶捜査2〜新宿東署事件ファイル〜 第1話（2020年10月23日、テレビ東京） - 吉村志保 役
- 組織犯罪対策課 白鷹雨音（2021年） - 女将・よし子 役
- ライオンのおやつ（2021年） - 粟鳥洲さんの母 役
- 寂しい丘で狩りをする（2022年） - 桂光子弁護士 役
- 今度生まれたら（2022年、NHKBSプレミアム） - 島田信子 役
- 絶メシロード season2 第1話（2022年8月27日、テレビ東京） - 「真珠の庭」女将（滝口洋子） 役
- 日越外交関係樹立50周年記念ドラマ「ベトナムのひびき」（2024年3月2日、NHK BSプレミアム4K / 3月17日、NHK BS） - 佐倉真知子 役[8]
- 令和サスペンス劇場「旅人検視官 道場修作」愛知県蒲郡・西浦温泉殺人事件（2024年4月14日、BS日テレ） - 瀬川和子 役[9][10]
- コトコト〜おいしい心と出会う旅〜 新潟編（2024年冬放送、NHK総合・BSP4K）[11]
- 新宿野戦病院 第6話 - 第9話・最終回（2024年） - 堀井房江 役[12]

### ラジオドラマ
- FMシアター（NHK-FM）
  - 『リーチ』（2024年12月7日） - 牧子（おかあさん） 役[13]

### 舞台
- 東京キッドブラザース「青春のアンデルセン」（1981年）　- アンナ 役
- 都はるみ特別公演
  - 「おやこ御輿」
  - 「嫁ぐ日に」
  - 「人情噺 浪花恋しぐれ」
- 天保六花撰
- ペコロスの母に会いに行く（2016年） - ミツエ 役
- 一枚の絵（2022年）　特別出演　老婆 役

### 吹き替え
- カプリコン・1（ブレンダ・ヴァッカロ）※テレビ朝日版（BD収録）
- 殺しのリハーサル　(モニカ/リン・レッドグレーブ)
- じゃじゃ馬ならし（カタリーナ/サラ・バデル）
- ジュディ・ガーランド物語（エセル・ガム/マーシャ・メイソン）
- ジュリア（ジェーン・フォンダ）※フジテレビ版
- 七つのダイヤル　(アイリーン/シェリル・キャンベル)
- マグノリアの花たち（サリー・フィールド）
- ミザリー（キャシー・ベイツ）※日本テレビ版（BD・新盤DVD収録）
- 名探偵ポワロ ホロー荘の殺人（サラ・マイルズ）
- ミス・マープルシリーズ（ミス・マープル役（ジュリア・マッケンジー））
- リッチマン・プアマン、リッチマン・プアマン(パート2)　(ジュリー・プレスコット/ スーザン・ブレイクリー))

### その他のテレビ番組(バラエティなど)
- 第19回NHK紅白歌合戦（1968年12月31日、NHK総合・ラジオ第1） - 審査員
- 小川宏ショー（1973年7月 - 1975年6月、フジテレビ） - 5代目・女性パートナー司会
- ラブラブショー（フジテレビ）
- タケちゃんの思わず笑ってしまいました （フジテレビ）
- 平成教育委員会（フジテレビ）
- 森田一義アワー 笑っていいとも!（1983年6月27日・1986年9月25日、フジテレビ） - テレフォンショッキングゲスト
- 連想ゲーム（1988年4月 - 1991年3月、NHK総合） - 6代目紅組キャプテン
- クイズ日本人の質問（NHK総合）
- 美の壺 （2008年1月5日、NHK教育）
- にっぽんの底力（NHK総合）
- ウルトラアイ（NHK総合）
- クイズ面白ゼミナール（NHK総合）
- クイズ日本の顔（NHK総合）
- お宝映像クイズ 見ればナットク!（NHK総合）
- アートエンターテインメント 迷宮美術館（NHK BS2）
- にっぽん釣りの旅（NHK BS2）
- ポカポカ地球家族（テレビ朝日）
- 大改造!!劇的ビフォーアフター（朝日放送テレビ）
- 欽ちゃんの全日本仮装大賞（1983年 - 2003年、日本テレビ） - 長期にわたり審査員を務める
- 遠くへ行きたい（よみうりテレビ）
- 午後は○○おもいッきりテレビ（日本テレビ）
- いつみても波瀾万丈（日本テレビ）
- 味の素・世界ごちそうさま!!（日本テレビ） - ベルギー
- クイズ世界に挑戦!（毎日放送）
- それゆけ!マーシー（毎日放送）
- 痛快!ビッグダディ（テレビ朝日系） - ナレーター役
- ルビコンの決断（テレビ東京）
- 興奮! ニッポン全国再発見の旅（テレビ東京）
- 土曜スペシャル（テレビ東京） 不定期
- ちちんぷいぷい（毎日放送）準レギュラー
- NHKスペシャル「MEGAQUAKE 巨大地震・TUNAMI」（NHK総合）ドラマシーン
- 週末YY JUMPing（2010年5月・8月、テレビ東京）
- ワンダー×ワンダー（2010年5月、NHK総合）
- カスペ!「胸キュン!ジェネレーション天国」（2010年5月、フジテレビ）
- たけしの健康エンターテインメント!みんなの家庭の医学（2010年6月、朝日放送テレビ）
- 1億3千万人のエピソードバラエティー コレってアリですか?（2010年10月、日本テレビ）
- 女神のキセキ（2010年10月-、テレビ東京） - ナレーション
- Let's Learn Japanese BASIC II (ヤンさんと日本の人々)
- 美の巨人たち（2015年、テレビ東京）
- 極上!旅のススメ（2016年1月-、テレビ朝日） - ナレーション
- 驚きももの木20世紀（朝日放送） - ナレーション

### CM
- カコ商事・カコストロボ
- 花王・ザブ
- ニッポンハム「ウイニー」（1980年）
- 味の素
- 池田模範堂「ムヒソフト」
- 日本香堂
- キッコーマン「デリシャスソース」 - 西川ひかると共演。
- アステラス製薬「過活動膀胱サポートキャンペーン」（2015年）

### 作詞
- 松田優作「風が吹く……」（作曲：大野雄二）

## 著書
- 『肩に三〇の空をのせて』大和書房、1981年12月1日。
- 『星屑あつめてスパイスかけて : 東南アジアおんなひとり旅』〈オレンジ・トラベル・プレス. 海外シリーズ〉、早稲田編集企画室、1983年5月1日。
- 『藤田弓子のわがままダイエット』小倉義人 ダイエット指導・監修. マガジンランド, 2007.3